# 朝鮮民暦
朝鮮民暦（ちょうせんみんれき）は、朝鮮総督府が刊行した暦書。

## 概要
大日本帝国では、伊勢神宮が刊行する「神宮暦」が唯一の暦書で、それ以外の暦は非合法であった。（非合法暦書をお化け暦という）
ところが、朝鮮では古より中国歴代王朝の正朔を奉じていた関係上、中国暦が交付されており、中国暦（当時は時憲暦）が広く使われていた。大韓帝国成立後は、自前の「明時暦」（後に「隆煕暦」）が大韓帝国政府より刊行された。
韓国併合後、本来ならば神宮暦を使用するのが原則であるが、習慣の違いもあることから、朝鮮人用の暦書として新たに「朝鮮民暦」が刊行されることとなった。朝鮮民暦では、朝鮮人に定着している太陰太陽暦と太陽暦が両方とも載せられていた。